# Cinema Paolillo
Il cinema Paolillo è una sala cinematografica storica di Barletta, tuttora in funzione.
Nel 2022 ha vinto il titolo di "Esercente più coraggioso dell'anno", alla 79ª Mostra internazionale d'arte cinematografica di Venezia.

## Storia
Il cinema venne realizzato nel 1914 dall'impresario Francesco Paolillo. Tra i primi cinematografi in muratura, accolse le più importanti compagnie teatrali degli anni 20/30
Il Paolillo detiene, insieme al Cinema Spadaro di Massafra (1914), il titolo di cinema più antico di Puglia ancora in attività.